# 蘇塞克斯縣 (維吉尼亞州)
蘇塞克斯縣（英語：Sussex County）是美國維吉尼亞州東南部的一個縣。面積1,276平方公里，根据美國2000年人口普查，共有人口12,504人。縣治蘇塞克斯。
成立於1754年。縣名來自英國同名的郡。